# ملت پیترسون
ملت پیترسون (انگلیسی: Jeret Peterson; December 12, 1981 – ۲۵ ژوئیهٔ ۲۰۱۱) ورزشکار اسکی نمایشی اهل ایالات متحده آمریکا بود.
وی در مسابقات کشوری و بین‌المللی در مجموع برندهٔ ۱ مدال نقره شده‌است.